# Acartia (Acartia)
Acartia (Acartia) is een ondergeslacht van eenoogkreeftjes uit het geslacht Acartia, uit de familie van de Acartiidae.

## Soorten
- Acartia danae Giesbrecht, 1889
- Acartia forcipata I.C. Thompson & A. Scott, 1897
- Acartia longisetosa Brady, 1914
- Acartia nana Brady, 1914
- Acartia negligens Dana, 1849